# Berliet GDHL
Der Berliet GDHL war ein vom französischen Kraftfahrzeughersteller Berliet in Lyon ab 1930 als Langhauber in mehreren Varianten hergestellter mittlerer Lkw.

## Geschichte und Technik
Der Berliet GDHL erhielt im Juni 1930 seine allgemeine Betriebserlaubnis. Er hatte einen Vierzylinder-Ottomotor des Typs MLBC110, eine modernisierte Variante des schon im Berliet CBA von 1915 verwendeten Motors. Das Fahrzeug war steuerlich mit 20 CV eingestuft, die bei 1450/min abgegebene effektive Höchstleistung wird – damaliger Sitte in Frankreich folgend – in den Quellen nicht angegeben. Das bloße Chassis ohne Aufbauten wog 3250 kg.

### GDHL 6
Der GDHL6 war eine Variante aus dem Jahr 1931. Er hatte einen Vierzylinder-Dieselmotor des Typs MDA mit 110 mm Bohrung und 160 mm Hub, woraus sich ein Hubraum von 6082 cm³ errechnet. Steuerlich war das Fahrzeug mit 23 CV eingestuft, dies wurde nach einer Steuerreform im Oktober 1932 auf 16 CV herabgesetzt. Der Motor leistete 50 PS bei 1450/min. Das Eigengewicht des Chassis ohne Aufbauten betrug 4500 kg, das höchstzulässige Gesamtgewicht 11,5 Tonnen.

### GDHL 23
Der GDHL23 erhielt seine Betriebserlaubnis im Juli 1933. Er hatte einen Sechszylinder-Ottomotor des Typs MLU mit 95 mm Bohrung und 140 mm Hub, woraus sich ein Hubraum von 5954 cm³ errechnet. Steuerlich war das Fahrzeug mit 23 CV eingestuft, die bei 2400/min abgegebene effektive Leistung ist nicht genannt. Das Eigengewicht des Chassis ohne Aufbauten betrug 4250 kg.
In welchen Stückzahlen die einzelnen Varianten und bis wann sie gebaut wurden, ist den Quellen nicht zu entnehmen.

### Originalquellen
Eine Publikation, in der alle vor 1945 gebauten Berliet-Typen individuell abgehandelt wären, gibt es nicht. Neben der unten erwähnten Literatur wurde auf folgende in der Fondation Berliet verwahrte Originalunterlagen zurückgegriffen:
- "Fiches des Mines": Es handelt sich um die Unterlagen zur Erteilung einer allgemeinen Betriebserlaubnis, hierfür ist in Frankreich der "Inspecteur des mines" sachlich zuständig. Diese Unterlagen sind chronologisch geordnet und nummeriert. Nicht zu jedem Typ bzw. Variante gibt es entsprechende Unterlagen, teils, weil sie wohl als Untervarianten eines Typs verstanden wurden, für den eine gesonderte Erlaubnis nicht erforderlich war, teils wohl, weil diese Unterlagen im Laufe der letzten 100 Jahre verlorengegangen sind. Bei Militärtypen gibt es Hinweise, dass eine Betriebserlaubnis direkt durch militärische Dienststellen erfolgte, was entsprechende "fiches des mines" überflüssig machte. Die Quellenbezeichnung lautet: "Fiches No...."
- "Etat des véhicules utilitaires et autobus declares aux mines depuis 1920", eine 15-seitige Zusammenstellung vom 1. Dezember 1941, enthält insbesondere die reservierten Chassisnummernbänder, die jedoch vielfach nicht vollständig ausgeschöpft wurden, einige Typen bzw. Varianten werden nicht erwähnt, Quellenbezeichnung lautet: "Etat S..."
- "Nombre de véhicules construits de 1930 à 1942", siebenseitige Zusammenstellung der zwischen 1930 und 1942 gebauten Stückzahlen an Nutzfahrzeugen, erstellt wohl 1943, erste Seite teilweise irreparabel verderbt, teilweise werden mehrere Typen bzw. Varianten zusammengefasst, Quellenbezeichnung lautet: "Nombre S...."

### Sonstige Literatur
- Monique Chapelle: Berliet. 1. Auflage. EMCE, Saint-Chamond 2016, ISBN 978-2-35740-049-8.
- Christophe Puvilland: Berliet 1905–1978, toute la gamme omnibus, autocars, autobus et trolleybus. 1. Auflage. histoire&collections, Paris 2008, ISBN 978-2-35250-059-9.
- François Vauvillier: Tous les Berliet militaires 1914–1940, vol.1: les camions. histoire&collections, Paris 2019, ISBN 978-2-35250-496-2.